# Dongge (köpinghuvudort i Kina, Hainan Sheng, lat 19,66, long 110,85)
Dongge är en köpinghuvudort i Kina. Den ligger i provinsen Hainan, i den södra delen av landet, omkring 68 kilometer sydost om provinshuvudstaden Haikou. Antalet invånare är 20 393. Befolkningen består av 9 952 kvinnor och 10 441 män. Barn under 15 år utgör 18,0 %, vuxna 15-64 år 64 %, och äldre över 65 år 17,0 %.
Runt Dongge är det ganska tätbefolkat, med 222 invånare per kvadratkilometer. Närmaste större samhälle är Dongjiao, 9,3 km söder om Dongge. Omgivningarna runt Dongge är en mosaik av jordbruksmark och naturlig växtlighet.
Genomsnittlig årsnederbörd är 2 115 millimeter. Den regnigaste månaden är september, med i genomsnitt 339 mm nederbörd, och den torraste är januari, med 25 mm nederbörd.